# جون ألبرت ريفن
جون ألبرت ريفن (بالإنجليزية: John Albert Raven)‏ هو عالم نبات بريطاني، ولد في 25 يونيو 1941.